# Europäisches Zentrum für Sprachwissenschaften
Das Europäische Zentrum für Sprachwissenschaften (EZS) ist eine Kooperation des Instituts für Deutsche Sprache mit der Universität Heidelberg.

## Ziele
Das EZS wurde 2010 gegründet und soll die sprachwissenschaftlichen Forschungs- und Lehraktivitäten der beiden Einrichtungen in multilingual-europäischer Perspektive bündeln. Das Gründungsdirektorium bestand aus Ludwig M. Eichinger, Ekkehard Felder und Jörg Riecke; die Geschäftsstelle befindet sich in Heidelberg. Das EZS versucht Sprachen als kulturelle und identitätsstiftende Grundformate zu untersuchen. In Zeiten politischer Globalisierung berücksichtigt es dafür besonders die Gesichtspunkte des Sprachkontakts und der Mehrsprachigkeit. Im Fokus steht damit die Stellung der einzelnen Sprachen – als Wissenschaftssprache, als Vermittlungssprache von europäischen politischen, kulturellen, wirtschaftlichen, rechtlichen und gesellschaftlichen Prozessen – im Wandel des Gesamtgeflechts aller Einzelsprachen und ihrer Funktionen.

## Arbeitsgebiete
Das EZS konzentriert sich derzeit auf die folgenden drei Forschungsbereiche:
- Lexikologie und Lexikographie im europäischen Kontext
- Korpuslinguistische Interaktions- und Diskursanalyse im europäischen Kontext
- Grammatik im europäischen und typologischen Vergleich.

Neben seiner Funktion als Forschungskooperation stellt das Zentrum eine nachhaltige Infrastruktur für die Ausbildung und Betreuung von Nachwuchswissenschaftlern in der europäischen Sprachforschung (u. a. Dissertationen, Habilitationen) bereit. Im Rahmen zweier Sommerschulen wurden literaturlinguistische Ansätze fokussiert.
Das EZS umfasst acht Forschungseinrichtungen und erforscht die Sprachen Bulgarisch, Deutsch, Englisch, Französisch, Galicisch, Italienisch, Japanisch, Katalanisch, Kroatisch, Polnisch, Portugiesisch, Rumänisch, Russisch, Serbisch, Spanisch, Tschechisch. Das EZS arbeitet mit den Sprachwissenschaftlern der Universität Heidelberg und des Instituts für Deutsche Sprache sowie regelmäßig auch mit externen Gästen anderer Forschungseinrichtungen zusammen.

## Aktivitäten

### Kolloquium
Jedes Semester veranstaltet das EZS ein Kolloquium für Nachwuchswissenschaftler, in dem ein mehrsprachiger Blick auf linguistische Fragestellungen aus verschiedenen Teildisziplinen angestrebt wird. Es stellt in erster Linie eine Plattform zum Austausch zwischen Doktoranden verschiedener Philologien dar, bietet aber auch die Möglichkeit für Vorträge zu Habilitationsschriften und anderen wissenschaftlichen Arbeiten. In diesem Rahmen veranstaltet das EZS auch Exkursionen, beispielsweise zum Institut für Deutsche Sprache in Mannheim.

### Sommerschule
Das EZS schreibt in Kooperation mit dem Germanistischen Seminar Heidelberg Sommerschulen für Doktoranden, Habilitanden sowie fortgeschrittene Master-Studenten mit bis zu 45 Plätzen aus. Die Sommerschulen setzten sich aus Workshops und Vorträgen von Wissenschaftlern verschiedener Disziplinen und Universitäten Deutschlands zusammen. Diese behandeln ein bestimmtes, der jeweiligen Sommerschule übergeordnetes Thema; beispielsweise widmete sich die Sommerschule 2017 dem Thema „Artikulation des Unsicheren“. Unterstützt wurden die bisherigen Sommerschulen von der Volkswagenstiftung.

### Promotionskolleg
Das EZS betreibt das Promotionskolleg „Sprachkritik als Gesellschaftskritik im europäischen Vergleich“, das aus der interdisziplinären Forschergruppe „Europäische Sprachkritik Online“ (ESO) besteht und „die wertende Auseinandersetzung mit sprachlichen Phänomenen aus dem Blickwinkel der gesellschaftlichen Relevanz“ untersucht. Es wird geleitet von Beatrix Busse vom Anglistischen Seminar Heidelberg und Ekkehard Felder vom Germanistischen Seminar Heidelberg.

### Sprachwissenschaftliches Forum
Im Forum des EZS stellen jedes Semester Linguisten des EZS-Kollegiums und auswärtiger wissenschaftlicher Einrichtungen ihre aktuellen Forschungsprojekte vor. Es findet in Kooperation mit der Gesellschaft für deutsche Sprache (GfdS) statt und richtet sich sowohl an fachlich vorgebildete Personen als auch an sprachinteressierte Teilnehmer. Nach den Vorträgen werden die Forschungsergebnisse mit dem Publikum diskutiert. Die Themen des EZS-Forums umfassen alle Aspekte sprachlicher Erscheinungsformen mit besonderer Berücksichtigung der Sprachgeschichte und der Gegenwartssprachen. Dabei werden natürliche Sprachen in allen funktionalen, sozialen, regionalen und historischen Variationen sowohl aus systembezogener als auch aus handlungsbezogener Perspektive thematisiert.

## Publikationen

### Handbuch Europäische Sprachkritik Online (HESO)
Im Dezember 2017 publizierte die EZS-Projektgruppe „Europäische Sprachkritik Online“ (ESO) den ersten Band des Handbuchs Europäische Sprachkritik Online (HESO), der den Zusammenhang zwischen Sprachnormierung und Sprachkritik behandelt. Im Dezember 2018 erschienen der zweite und dritte Band. In der zweiten Ausgabe widmen sich die Autoren dem Zusammenhang zwischen Standardisierung und Sprachkritik, in der dritten Ausgabe dem Zusammenhang zwischen Sprachpurismus und Sprachkritik. Das Handbuch wird in fünf Sprachen im Verlag Heidelberg University Publishing (heiUp) veröffentlicht.

### Buchreihe
Seit 2015 veröffentlicht das EZS die Reihe „Schriften des Europäischen Zentrums für Sprachwissenschaften“, in der sich die Autoren aus multilingual-europäischer Perspektive aktuellen Forschungen widmen. Diese werden in der Reihe „unter sprachsystematischen und sprachvergleichenden Gesichtspunkten sowie unter kulturellen und identitätsstiftenden Aspekten“ untersucht. Die Schwerpunkte der Reihe liegen dabei – repräsentativ für die Arbeitsgebiete des EZS – auf den drei Bereichen Lexikologie und Lexikografie im europäischen Kontext, mono- und multilinguale Interaktions- und Diskursanalysen sowie Grammatik im europäischen und typologischen Vergleich. Herausgegeben wird die Reihe beim Universitätsverlag Winter von den Direktoren des EZS, Ludwig M. Eichinger, Ekkehard Felder, Henning Lobin und Jörg Riecke.